# ماوانگدویی

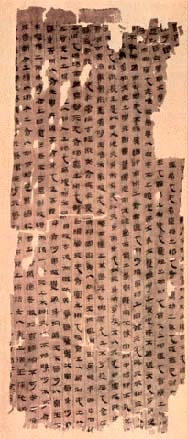
یک متن تائوئیستی بر روی ابریشم از ماوانگدویی.

ماوانگدویی (چینی:馬王堆) یک مکان باستان‌شناختی است که در شهر چانگشا چین واقع شده‌است. این مکان از دو تپه به شکل پالان تشکیل شده‌است.این آرامگاه‌ها متعلق به اولین مارکی (لقب و مقام اشرافی پایین‌تر از دوک) دای (Dai)، همسرش و یک مرد که اعتقاد بر این است که پسر این دو نفر باشد، می‌باشد. این مکان بین سال‌های۱۹۷۲ تا۱۹۷۴مورد حفاری و کاوش قرار گرفت. اشیا به دست آمده از آرامگاه ماواگندویی در موزه استانی هونان نگهداری می‌شود.

## آرامگاه

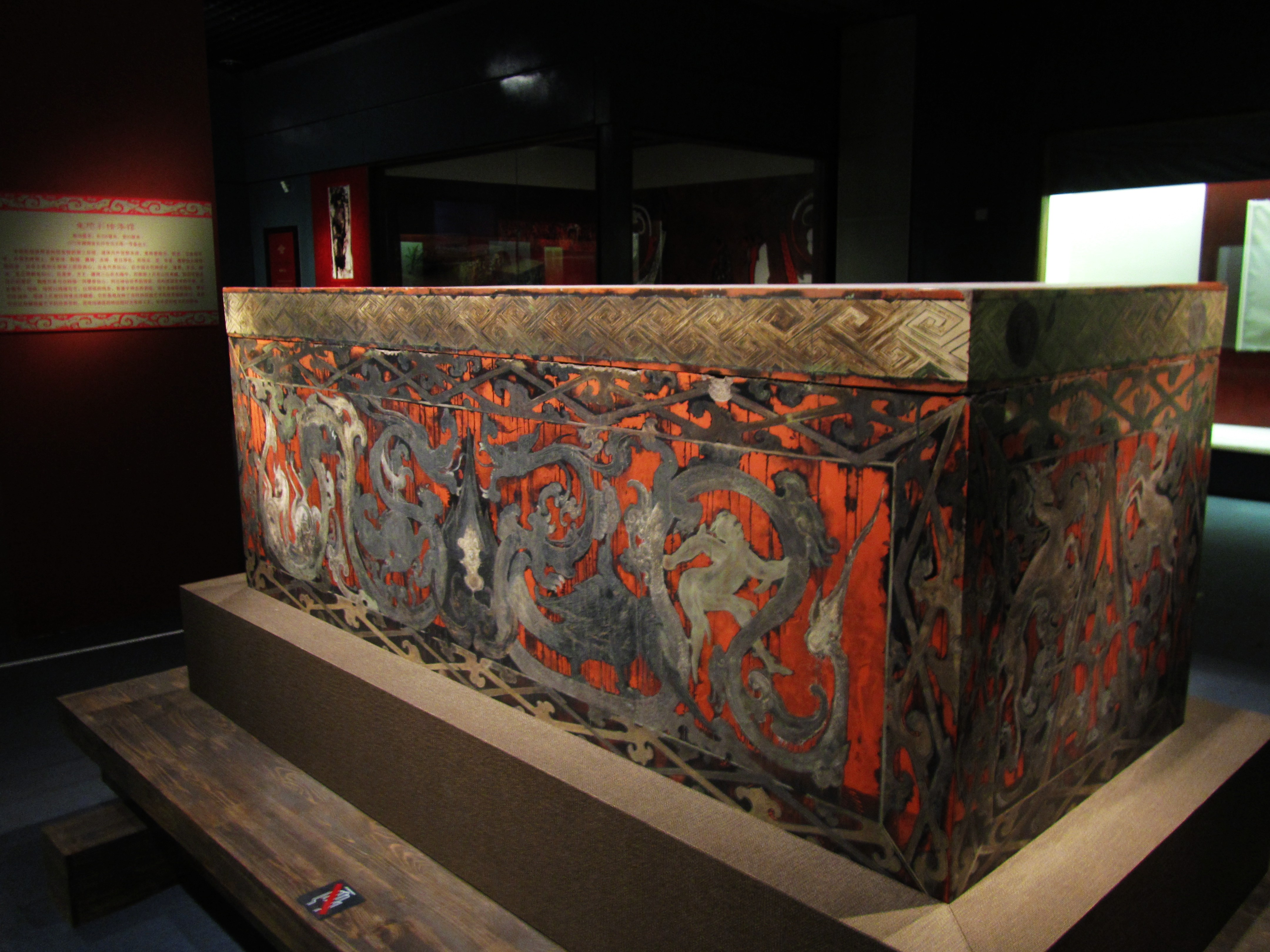
یک تابوت با رنگ قرمز در سال 1972 از مقبره Mawangdui

این آرامگاه‌ها نتیجه تلفیق رسوم تدفین خاندان هان غربی و خاندان چو (Chu) می‌باشد. این آرامگاه‌ها از الوارهای بزرگ تهیه شده از درخت سرو ساخته شده‌است. بیرون آرامگاه‌ها با خاک رس سفید و زغال چوب پوشانده شده‌است. پوشاندن با خاک رس سفید از رسوم تدفین خاندان چو بوده در حالیکه پوشاندن با زغال چوب از رسوم خاندان هان غربی بوده‌است. این آرامگاه‌ها شامل تابوت‌های لاک زده شده می‌باشد که از رسوم تدفین خاندان چو بوده‌است. این رسوم به خاک سپاری توسط امپراتور ون (wen) از خاندان هان دستور داده شده بود. هیچ فلز یا یشم گرانبهایی در این ارامگاه‌ها پیدا نشد.

در آرامگاه شرقی یعنی ارامگاه شماره ۱ بقایای یک زن ۵۰ ساله به نام شینژویی (Xinzhui، 辛追) بود. بدن مومیایی او به خوبی محافظت شده بود و محققان با انجام کالبدشکافی فهمیدند که این زن احتمالاً بر اثر حمله قلبی مرده‌است. او از دو جسد دیگر بیشتر عمر کرده بود.

در آرامگاه غربی یعنی آرامگاه شماره ۲ محل دفن اولین مارکی (لقب اشرافی پایین‌تر از دوک)دای (Dai)به نام لی سانگ (Li cang، 利蒼)می‌باشد. او در سال ۱۸۶ قبل از میلاد مرده‌است. خاندان هان، لی سانگ را به عنوان صدراعظم سلسله پادشاهی چانگشا منصوب کرده بودند. این آرامگاه چندین بار توسط دزدان مقبره مورد سرقت قرار گرفته‌است.

آرامگاه شماره ۳ مستقیماً در جنوب آرامگاه شماره ۱ قرار دارد و آرامگاه جسد مردی ۳۰ ساله‌است که در سال ۱۶۸ قبل از میلاد مرده‌است. اعتقاد بر این است که جسد این مرد مربوط به لی سانگ و همسرش باشد. دراین آرامگاه گنجینه‌های غنی نظامی، پزشکی و دست‌نوشته‌های ستاره‌شناختی که بر روی پارچه ابریشمی نوشته شده بودند، پیدا شد.

## اشیا هنری
یکی از اشیا مشهور پیدا شده جام‌های شراب لاک اندود دسته‌دار می‌باشد که نشان دهنده هنر صنعت لاک‌کاری این سرزمین می‌باشد.

یکی از مشهورترین اشیا پیدا شده از آرامگاه ماوانگدویی پرچم‌های خاک سپاری ابریشمی است. این پرچم‌ها به شکل حرف تی انگلیسی است و بر روی تابوتۤآرامگاه‌های شماره ۱ و ۲ کشیده شده‌است. این پرچم‌ها تصور چینی‌ها را در مورد نظام عالم وجود و جهان آخرت در زمان خاندان هان غربی نشان می‌دهد.

پرچم تی‌شکل ابریشمی موجود در آرامگاه مارکی (آرامگاه شماره ۱) لباس پرنده نامیده می‌شود. این نام برای ما شناخته شده‌است زیرا اموال موجود در آرامگاه هنوز دست نخورده‌است و این چیزی است که این نام برای این اموال تعلق می‌گیرد. مارکی، بانو دای، در ۳ تابوت به خاک سپرده شده بود، لباس پرنده بر روی تابوت میانی کشیده شده‌است. بر روی لباس پرنده تی‌شکل، در سمت افقی بالا و در قسمت تی بهشت نشان داده شده‌است. پایین و در قسمت عمودی تی عالم اموات (Underworld) نشان داده شده‌است. در قسمت میانی (بالای قسمت عمودی)زمین نشان داده شده‌است. ما در بهشت، خدایان چینی را از قبیل نووا (Nuwa) و چانگه (Chang'e)، همچنین علایم و نشانه‌های دائوییست، مانند ماهیخوارهای بزرگ (که نشان‌دهنده بقا است)را مشاهده می‌کنیم. بین بهشت و زمین، ما پیامبران بهشتی را مشاهده می‌کنیم که برای آوردن بانو دای به بهشت فرستاده می‌شوند. در زیر این قسمت خانواده بانو دای را مشاهده می‌کنیم که قربانی‌هایی را برای کمک به سفر او به بهشت پیشکش می‌کنند. در زیر این قسمت‌ها عالم اموات وجود دارد که دو مار غول‌پیکر دریایی در هم پیچیده‌اند.

## آرامگاه‌ها
آرامگاه شماره ۳ شامل ۳ نقشه می‌باشد که بر روی پارچه ابریشمی کشیده شده‌است: نقشه توپوگرافی، نقشه نظامی و نقشه ریاست. این نقشه‌ها سرزمین‌های هونان، گوانگ‌دانگ (Guangdong) و گوانگ‌شی (Guangxi) و همچنین مرزهای سیاسی بین خاندان هان و خاندان نانیو (Nanyue) را نشان می‌دهد. این نقشه‌ها قدیمی‌ترین نقشه‌های پیدا شده در چین می‌باشند. در زمان کشف، این نقشه‌ها قدیمی‌ترین نقشه‌های پیدا شده در چین بودند. آرامگاه شماره ۳ دارای نوشته‌های غنی می‌باشد، نوشته‌هایی در زمینه ستاره‌شناسی که به طرز صحیحی مدار نجومی سیارات ناهید، مشتری، تیر، بهرام و کیوان و ستاره‌های گوناگون دنباله‌دار را شرح می‌دهد. همچنین این آرامگاه شامل مجموعه غنی از متون هوانگ لاو- تائوییست (Huang-lao Taoist)می‌باشد، همچنین یک رونوشت از جان گو سه (Zhan Guo Ce)می‌باشد. این آرامگاه شامل متون مختلف پزشکی از جمله شرح و توضیح تمرینات چیگوانگ (qigong) می‌باشد.